# Apolysis pusilla
Apolysis pusilla är en tvåvingeart som först beskrevs av Paramonov 1929.  Apolysis pusilla ingår i släktet Apolysis och familjen svävflugor. Inga underarter finns listade i Catalogue of Life.